# Christian Suárez
Christian Andrés Suárez Valencia (2 de noviembre de 1985, Guayaquil, Ecuador) es un exfutbolista ecuatoriano. Jugaba de delantero, aunque también se desempeña como volante y su último equipo  fue Toreros FC de la Segunda Categoría de Ecuador.

## Trayectoria

### Unión Española
Como jugador semiprofesional Suárez destacó en un club de segunda división del Guayas, llamado Unión Española. Después de buscar suerte, sin éxitos,  en el fútbol de su ciudad natal Guayaquil.

### Deportivo Azogues
Suárez comenzó su carrera profesional con el Deportivo Azogues en la Serie A de Ecuador. Sus buenas actuaciones con el equipo "guacamayo", pronto llamó la atención de clubes grandes del fútbol ecuatoriano, especialmente Liga de Quito. 

### Liga de Quitó
fichó en 2008. Formó parte de la plantilla que ganó la Copa Libertadores. 

### Centro Deportivo Olmedo
En 2009, 'El Chivo' se unió al Olmedo club con el que marcó un total de 10 goles.

### El Nacional
En 2010, Suárez fichó por el cuadro 'militar' y se convirtió en uno de los máximos goleadores de la Serie A de Ecuador, terminando la temporada con 12 goles.

### Necaxa
El 14 de diciembre de 2010, Christian Suárez completó su transferencia al Necaxa de México, mismo club donde el legendario mediocampista ecuatoriano Álex Aguinaga hizo historia. Sus primeros goles los anota en un partido contra Toluca, en el que anotó dos veces para dar a Necaxa una victoria de 2-3, como visitante.

### Santos de Laguna
El 23 de mayo de 2011, fue anunciado como refuerzo del Santos Laguna, club con el que llegó a la final del Torneo Apertura 2011 y a la final de la Concacaf Liga Campeones del 2012. En el Torneo Clausura 2012, logra alcanzar su primer título con el Santos Laguna.En partido amistoso contra el Real Madrid marcó el único tanto del Santos Laguna. 
Anotó frente a Club Tijuana, Deportivo Toluca Fútbol Club, Atlante Fútbol Club, Tigres de la UANL, Seattle Sounders Football Club,Club Universidad Nacional, Atlético Morelia. 

### Pachuca
En 2013 jugó en el Pachuca de México.

### Barcelona
En 2014 en el Barcelona Sporting Club de Ecuador marcando 8 goles en 25 partidos ganando la segunda etapa del Campeonato Ecuatoriano de Fútbol 2014, perdiendo la final contra Club Sport Emelec.

### Atlas
A inicios del primer semestre del 2015 jugó en el Atlas de Guadalajara de México.

### Dorados de Sinaloa
Juega para el Dorados en el segundo semestre de la Primera División de México.

### Vuelve Barcelona
En 2016 ficha por el Barcelona dónde marca 3 goles y jugando 16 partidos y siendo parte del plantel campeón del Campeonato Ecuatoriano de Fútbol Serie A 2016 de forma directa ganando la primera y segunda etapa.

### River Ecuador
En el 2017 ficha por Guayaquil City Fútbol Club que en ese entonces era el River Ecuador, juega solo 5 partidos. 

### Toreros
Ficha por el Toreros Fútbol Club de la Segunda Categoría de Ecuador que fue filial del Barcelona Sporting Club, juega 12 partidos marcando 4 goles 
donde quedan eliminados en el cuadrangular final.
Donde también termina su carrera deportiva.

## Clubes
| Club                 | País    | Año         | Pg | Goles |
| -------------------- | ------- | ----------- | -- | ----- |
| Deportivo Azogues    | Ecuador | 2004 - 2007 | 29 | 1     |
| Liga de Quito        | Ecuador | 2008        | 20 | 1     |
| Olmedo               | Ecuador | 2009        | 30 | 10    |
| El Nacional          | Ecuador | 2010        | 38 | 12    |
| Necaxa               | México  | 2010 - 2011 | 16 | 3     |
| Santos Laguna        | México  | 2011 - 2012 | 53 | 9     |
| Pachuca              | México  | 2013        | 17 | 2     |
| Barcelona            | Ecuador | 2014        | 25 | 8     |
| Atlas de Guadalajara | México  | 2015        | 11 | 1     |
| Dorados de Sinaloa   | México  | 2015        | 16 | 3     |
| Barcelona            | Ecuador | 2016        | 16 | 3     |
| River Ecuador        | Ecuador | 2017        | 7  | 0     |
| Toreros FC           | Ecuador | 2018        | 12 | 4     |

## Selección nacional
Fue llamado por primera vez para jugar un amistoso contra Costa Rica (agosto de 2011). Posteriormente fue convocado para enfrentar a Venezuela (octubre de 2011) en la primera fecha de eliminatorias rumbo a Brasil 2014. Después fue convocado para los partidos contra El Salvador (Amistoso), Paraguay (Eliminatoria Brasil 2014) (marzo de 2013).

## Palmarés

### Campeonatos nacionales
| Título             | Club          | País    | Año  |
| ------------------ | ------------- | ------- | ---- |
| Torneo Clausura    | Santos Laguna | México  | 2012 |
| Serie A de Ecuador | Barcelona     | Ecuador | 2016 |

### Campeonatos nacionales amistosos
| Título                     | Club      | País    | Año  |
| -------------------------- | --------- | ------- | ---- |
| Copa Sata                  | Barcelona | Ecuador | 2014 |
| Copa del Astillero Europeo | Barcelona | Ecuador | 2014 |
| Copa Prefectura del Guayas | Barcelona | Ecuador | 2014 |
| Copa Banco de Loja         | Barcelona | Ecuador | 2014 |
| Copa Nelson Muñoz          | Barcelona | Ecuador | 2016 |

### Campeonatos internacionales
| Título            | Club          | País    | Año  |
| ----------------- | ------------- | ------- | ---- |
| Copa Libertadores | Liga de Quito | Ecuador | 2008 |